# Partido judicial de Talavera de la Reina
El partido judicial de Talavera de la Reina es uno de los siete partidos judiciales de la provincia de Toledo; en concreto se trata del partido judicial número 4 de la provincia. La cabecera del partido judicial es la ciudad de Talavera de la Reina. El partido abarca una superficie de 4561,5 km² y da servicio a 148 450 habitantes en 65 municipios. Cuenta con 8 unidades judiciales.

## Municipios
El ámbito territorial, que viene regulado por el Real Decreto 529/1983, de 9 de marzo, comprende los municipios de:
| - Alcañizo - Alcaudete de la Jara - Alcolea de Tajo - Aldeanueva de Barbarroya - Aldeanueva de San Bartolomé - Almendral de la Cañada - Azután - Belvís de la Jara - Buenaventura - Calera y Chozas - Caleruela - Calzada de Oropesa - El Campillo de la Jara - Cardiel de los Montes - Castillo de Bayuela - Cazalegas - Cebolla - Los Cerralbos - Cervera de los Montes - Espinoso del Rey - La Estrella - Las Herencias | - Herreruela de Oropesa - Hinojosa de San Vicente - La Iglesuela - Illán de Vacas - Lagartera - Lucillos - Malpica de Tajo - Marrupe - Mejorada - Mohedas de la Jara - Montearagón - Montesclaros - La Nava de Ricomalillo - Navalcán - Navalmoralejo - Los Navalmorales - Los Navalucillos - Navamorcuende - Oropesa - Parrillas - Pepino - La Pueblanueva | - El Puente del Arzobispo - Puerto de San Vicente - El Real de San Vicente - Retamoso - Robledo del Mazo - San Bartolomé de las Abiertas - San Martín de Pusa - San Román de los Montes - Santa Ana de Pusa - Sartajada - Segurilla - Sevilleja de la Jara - Sotillo de las Palomas - Talavera de la Reina - Torralba de Oropesa - Torrecilla de la Jara - Torrico - Valdeverdeja - Velada - Las Ventas de San Julián - Villarejo de Montalbán |